# Oeuvre van Gerald Finzi
Het oeuvre van de Britse componist Gerald Finzi is relatief klein. Hij zag al op jonge leeftijd dat hem zeer waarschijnlijk geen lang leven beschoren was. In het oeuvre is geen opera te vinden. In aanvulling op onderstaande lijst zijn er nog een aantal onvoltooide en/of niet gepubliceerde werken te vinden. Sommige opusnummers staan voor liederencycli die pas na de dood van de componist tot stand kwamen.

## Opusnummers
- 1. Ten children’s songs
- 2. By footpath and stile
- 3. English pastorals and eElegies
  - 3a A Severn rhapsody
  - 3b Requiem da camera
- 4. Psalmen voor a capella koor SATB
- 5. Drie korte elegieën
- 6. Introit (deel van een door de componist afgekeurd vioolconcert)
- 7. New Year Music, (Nocturne voor orkest in cis mineur)
- 8. Dies natalis
- 9. Farewell to arms
- 10. Ecloge voor piano en strijkorkest
- 11. Romance voor strijkorkest
- 12. Twee sonnetten van John Milton
- 13a. To a Poet
- 13b. Oh Fair to See
- 14. A young man’s exhortation
- 15. Earth and air and rain
- 16. Before and after summer
- 17. Seven Partsongs – Gedichten Robert Bridges (1:. I praise the tender flower; 2: I have loved flowers that fade; 3: My spirit sang all day; 4: Clear and gentle stream; 5: Nightingales; 6: Haste on, my joys!; 7: Wherefore tonight so full of care)
- 18. Let us sarlands bring
- 19a. Till earth outwears
- 19b. I said to love
- 20. The fall of the leaf
- 21. Interlude
- 22. Elegie
- 23. Vijf bagatellen
- 24. Prelude en fuga
- 25. Prelude voor strijkorkest
- 26. Lo, the full, final sacrifice
- 27. Drie Anthems (1: ‘My lovely one’; 2: ‘God is gone up’; 3: ‘Welcome sweet and sacred feast’)
- 28a. Love’s Labour’s Lost- songs
- 28b Love’s Labour’s Lost- suite
- 29. Intimations of immortality
- 30. For St Cecilia
- 31. Klarinetconcert
- 32. Thou didst delight my eyes
- 33. All this night
- 34. Muses and graces
- 35. Let us now praise famous men
- 36. Magnificat
- 37. White-flowering days
- 38. Grand fantasia and toccata
- 39. In terra pax
- 40. Cello Concert

Voorts nog In years defaced, door derden georkestreerde liederen.
lied 1: To a poet a thousand years hence ·
lied 2: When I set out for Lyonnesse ·
lied 3: In years defaced ·
lied 4: Tall nettles ·
lied 5: At a lunar eclipse ·
lied 6: Proud songsters